# Histoire de l'imprimerie à Laval (Mayenne)
Histoire de l'imprimerie à Laval.

## Introduction

Diffusion de l'imprimerie au XVe siècle

Les véritables inventeurs de l'art typographique à l'aide de caractères mobiles, sont, croit-on actuellement, les trois allemands : Johannes Gutenberg, Johann Fust et Peter Schöffer ; leurs deux premiers ouvrages connus, imprimés à Mayence, furent : « Les Lettres d’Indulgence du pape Nicolas V » et « La Sainte Bible » ce dernier volume comprenant 640 feuillets ; ces deux livres portent les dates de. Après s'être fait connaître en Allemagne et en Italie, cette étonnante découverte ne tarda pas à se propager en France ; la première imprimerie fut établie à la Sorbonne, à Paris, par trois allemands, qu'on y fit venir pour pratiquer et enseigner cet art ; le premier ouvrage sorti de leurs presses rudimentaires, porte la date de .Louis XII, François Ier, la plupart des rois de France d'ailleurs, protégèrent la typographie ; mais, jusqu'en 1789, aucun livre ne put être imprimé sans l'autorisation ou « Permis d’imprime, » délivrée par les officiers royaux ; la liberté de la presse n'était pas encore créée.
L'Imprimerie apparut successivement à Lyon en 1472; à Angers en 1477; à Vienne en 1478; à Caen en 1480; à Rennes en 1484; à Rouen en 1487; à Orléans en 1490; à Nantes et à Tours en 1493; au Mans en 1529; à La Flèche en 1575; à Laval en 1651; et enfin à Château-Gontier en 1714 seulement.
En 1729, un arrêt de la Cour du Parlement de Paris faisait défense à toutes personnes de faire imprimer aucun arrest, et à tous imprimeurs autres que ceux établis dans les villes sièges de parlements, d'en imprimer sans permission expresse. C'était une première menace ; elle resta suspendue pendant dix ans, mais alors l'exécution fut décidée aux termes d'une ordonnance royale en date du 31 mars 1739. Les réductions furent considérables partout ; sur deux imprimeries, Laval en perdit une, et celle de Château-Gontier fut supprimée.

## Laval
Ce serait pour l'abbé Angot une œuvre laborieuse et de longue haleine d'écrire l'histoire de l'imprimerie dans des villes pourvues d'universités ou de collèges florissants comme Angers, Rennes, Le Mans, La Flèche. 
Là, en effet l'art de l'imprimeur dut s'exercer de bonne heure et multiplier ses productions ; il n'en fut pas de même à Laval. Et quand même nous connaîtrions dans tous ses détails ce qui concerne l'imprimerie et les imprimeurs lavallois, nous ne ferions jamais du tout une analyse bien importante. À peine voyons-nous d'une manière certaine les presses fonctionner à Laval avant le milieu du XVIIe siècle…
1. Guy Martin exerçait en l'état d’imprimeur libraire vers le milieu du XVIe siècle. Les deux suivants lui succédèrent ;
2. Jean Berthet. Nous croyons qu'il faut le confondre avec Jean Berthet, libraire mais non imprimeur, qui était appelé, en 1687, comme époux de Sébastienne Ambroise, à la succession de Jean Ambroise et de Marie Péguineau;
3. Hierôme Lemonnier;
4. George Griveau[1] ;
5. Ambroise Cormier ;
6. Robert Cormier, fils du précédent ;
7. Jean Ambroise ;
8. Jean Ambroise, fils du précédent ;
9. Louis François Ambroise, fils du précédent ;
10. Gabriel Andouard.

Beaucoup des imprimeurs lavallois au XVIIIe siècle ne produisait que des affiches de biens à vendre, et des quittances pour les collecteurs; il n'y avait même plus d'imprimerie en cette ville en 1789. 
A la Révolution française, deux imprimeurs arrivent et se trouvent occupées; la plus grande partie de leur travail consistait à reproduire les nouvelles lois, et à imprimer les actes des administrations locales; cependant  il y avait aussi la parution de brochures sur les affaires du temps, toutes en faveur de la Révolution. Il paraissait aussi des écrits dans un sens opposé, mais les auteurs étaient obligés de recourir à des presses étrangères à Laval.
Il s'agit de
1. Dariot ;
2. Michel Faur.